# Partito Verde Europeo
Il Partito Verde Europeo (PVE) (in inglese European Green Party, abbr. EGP) è un partito politico europeo che raggruppa i partiti nazionali ecologisti attivi in tutta Europa, nell'Unione europea e al di fuori.
Costituisce una delle quattro federazioni dei Global Greens (Verdi Globali).
Il partito venne fondato al quarto congresso della Federazione dei Partiti Verdi Europei tenutosi dal 20 al 22 febbraio 2004 a Roma in una riunione con oltre mille delegati. 
Nel 1999 i Verdi Europei hanno stretto un'intesa con i partiti regionalisti e nazionalisti dell'Alleanza Libera Europea costituendo al Parlamento europeo un gruppo parlamentare denominato "I Verdi/Alleanza Libera Europea" (Verdi/ALE). Al gruppo si sono aggiunti negli anni 2010 altri soggetti politici ed eurodeputati indipendenti.
I membri del PVE sono distinti dalla Sinistra Verde Nordica, che include invece partiti ecosocialisti dei Paesi del Nord Europa (in collaborazione con il Partito della Sinistra Europea).

## Storia
Nel 1984 venne creato il Coordinamento Europeo dei Partiti Verdi (CEPV).
Nel giugno 1993 il CEPV si trasformò in Federazione Europea dei Partiti Verdi (FEPV).
Il 21 febbraio 2004 venne fondato a Roma il Partito Verde Europeo (PVE). Trentadue esponenti politici verdi di tutta Europa aderirono a questo nuovo partito e la fondazione fu suggellata dalla firma di un trattato costitutivo al Campidoglio.
Alle elezioni europee del 2004 i partiti verdi elessero 35 eurodeputati. Alle elezioni europee del 2009, pur con una riduzione del numero di europarlamentari, i Verdi riuscirono ad eleggere 46 eurodeputati, il miglior risultato in 30 anni di storia.
Negli anni 2010 i Verdi consolidarono la loro presenza a livello locale e regionale. Inés Sabanés e Célia Blauel divennero assessori all'ambiente rispettivamente di Madrid e Parigi. Femke Halsema divenne la seconda sindaca verde di una capitale europea, Amsterdam, dopo che Francesco Rutelli fu sindaco di Roma. Fritz Kuhn fu eletto sindaco di Stoccarda, mentre a livello regionale Winfried Kretschmann divenne Ministro presidente del Baden-Württemberg.
Nel gennaio 2017 Alexander Van der Bellen, anche se candidato indipendente alla carica di Presidente federale dell'Austria, divenne il primo capo di Stato eletto al mondo proveniente da un partito verde.
Alle elezioni europee del 2014 i candidati di punta dei Verdi furono José Bové e Ska Keller.
Alle elezioni europee del 2019 fu ri-candidata Ska Keller accanto a Bas Eickhout. I Verdi ottennero un successo senza precedenti, esprimendo un cospicuo contingente di eurodeputati, soprattutto da Germania, Francia e Regno Unito.
Nel 2020 i Verdi europei riscossero un grande successo nelle elezioni locali di molti Stati europei, eleggendo sindaci in Francia a Lione, Strasburgo, Besançon, Marsiglia e Bordeaux, a Dublino in Irlanda e ad Aquisgrana, Colonia e Bonn in Germania, tanto che si parlò di una "onda verde". Nel marzo 2021, anche il sindaco di Milano Giuseppe Sala, indipendente di centro-sinistra, dichiarò di aderire ai Verdi Europei.
Dalla metà degli anni 2010 vari partiti membri del PVE diventarono partner di governo in Svezia, Austria, Finlandia, Lussemburgo, Belgio, Irlanda, Macedonia del Nord e Montenegro. L'8 dicembre 2021, i Verdi tedeschi entrarono nella coalizione di governo guidata da Olaf Scholz in Germania.

## Base elettorale
Gli elettori dei partiti verdi in Europa sono stati descritti da parte della stampa come appartenenti al ceto medio e fortemente acculturati, residenti di grandi città che traggono vantaggio dalla globalizzazione e che non si collocano fortemente a sinistra per quanto riguarda le questioni socio-economiche. In Finlandia gli ecologisti sarebbero ad esempio più a destra rispetto ai socialdemocratici.

## Ideologia e posizioni
I Verdi europei professano da sempre politiche ecologiste quali la responsabilità ambientale, le libertà individuali, la democrazia inclusiva, la diversità, la giustizia sociale, l'uguaglianza di genere, lo sviluppo sostenibile a livello mondiale e la nonviolenza.
In materia di clima ed energia, il PVE persegue politiche di transizione energetica, puntando sulle energie rinnovabili eliminando progressivamente le fonti fossili e il nucleare, sull'efficienza energetica e sul miglioramento dei trasporti pubblici.
A livello di politiche occupazionali è contrario al modello produttivista e sostiene le aziende ecologiche, le cooperative e le iniziative locali e si batte per accordi commerciali che rispettino i diritti dei lavoratori e dei consumatori.
In materia di diritti umani e migrazione, i Verdi europei sostengono parità di trattamento sulla base di genere, etnia, religione e orientamento sessuale, e difendono i diritti dei richiedenti asilo e dei migranti invocando ricorso agli strumenti legali già in essere e a un sistema di ripartizione dei migranti più giudizioso.
La relazione dei Verdi nei confronti dell'Unione europea e delle sue istituzioni è evoluta nel corso tempo. Negli anni 1970 e 1980 i partiti verdi europei erano generalmente scettici nei confronti delle politiche e dell'integrazione economica, viste come contrarie agli interessi ambientali e sociali. Nel proprio programma del 1984 i Verdi europei auspicavano la creazione di un'Europa alternativa, neutrale e decentralizzata. Nel 1989 alcuni partiti adottarono un approccio più istituzionale diventando maggiormente favorevoli all'integrazione europea. A partire dal loro programma del 1994 i Verdi abbandonarono posizioni di rifiuto dell'integrazione europea e cominciarono a proporre alternative alle politiche e alle istituzioni dell'UE.
Al giorno d'oggi il PVE si dichiara favorevole all'integrazione europea, pur operando per riformare le istituzioni dell'UE perché siano più trasparenti e democratiche. L'ex leader verde Daniel Cohn-Bendit è membro del Gruppo Spinelli, movimento politico europeo federalista, e scrisse assieme a Guy Verhofstadt un libro con la proposta di un manifesto federalista europeo. Altri esponenti verdi del Gruppo Spinelli sono Monica Frassoni, Isabelle Durant e Joschka Fischer, ex vicecancelliere tedesco ed ex ministro degli affari esteri. Il PVE aderì nel febbraio 2014 al Movimento Europeo Internazionale.

## Finanziamento
In quanto partito politico europeo registrato, il PVE ha diritto al finanziamento pubblico europeo, che riceve ininterrottamente dal 2004.
Di seguito è riportata l'evoluzione dei finanziamenti pubblici europei ricevuti dal PVE.
Importo (€)Finanziamento pubblico europeo dei partiti politici europei01.000.0002.000.0003.000.0004.000.0005.000.0002004200720102013201620192022Importo massimo del finanziamento pubblicoImporto del finanziamento pubblico effettivamente ricevuto
In linea con il regolamento sui partiti politici europei e sulle fondazioni politiche europee, il PVE raccoglie anche fondi privati per cofinanziare le proprie attività. Nel 2025, i partiti europei dovranno raccogliere almeno il 10% delle loro spese rimborsabili da fonti private, mentre il resto potrà essere coperto dal finanziamento pubblico europeo.
Di seguito è riportata l'evoluzione dei contributi e delle donazioni ricevuti dal PVE.
Importo (€)Contributi raccolti dai partiti politici europei0100.000200.000300.000400.000500.000600.00020042008201220162020PVE
Importo (€)Donazioni raccolte dai partiti politici europei0200040006000800010.0002004200720102013201620192022PVE

## Membri

### Partiti membri attuali

Partiti membri

| Stato              | Partito nazionale | Eurodeputati (X leg.) |
| ------------------ | --- | --------------------- |
| Albania            | Verdi d'Albania Partia e Gjelber | N.A.                  |
| Austria            | I Verdi Die Grünen | 2 / 20                |
| Belgio             | Vallonia: Ecolo - Ecologisti Confederati per l'Organizzazione di Lotte Originali Écologistes Confédérés pour l'Organisation de Luttes Originales | 1 / 22                |
| Belgio             | Fiandre: Verdi Groen | 1 / 22                |
| Bulgaria           | Movimento Verde Zeleno dvizhenie | /                     |
| Rep. Ceca          | Partito dei Verdi Strana zelených | /                     |
| Cipro              | Movimento degli Ecologisti - Cooperazione dei Cittadini Κίνημα Οικολόγων – Συνεργασία Πολιτών                                                    | /                     |
| Croazia            | Možemo! Možemo! - politička platforma | 1 / 12                |
| Danimarca          | Partito Popolare Socialista Socialistisk Folkeparti                                                                                              | 3 / 15                |
| Estonia            | Verdi Estoni Eestimaa Rohelised | /                     |
| Finlandia          | Lega Verde Vihreä Liitto | 2 / 15                |
| Francia            | Gli Ecologisti - Europa Ecologia I Verdi Les Écologistes - Europe Écologie Les Verts                                                             | 5 / 81                |
| Georgia            | Partito dei Verdi di Georgia Sakartvelo's mtsvaneta partia                                                                                       | N.A.                  |
| Germania           | Alleanza 90/I Verdi Bündnis 90/Die Grünen | 12 / 96               |
| Grecia             | Verdi Ecologisti Oikologoi Prasinoi | /                     |
| Irlanda            | Partito Verde Green Party / Comhaontas Glas | /                     |
| Italia             | Europa Verde - Verdi | 4 / 76                |
| Italia             | Verdi del Sudtirolo/Alto Adige | /                     |
| Lettonia           | Progressisti Progresīvie | 1 / 9                 |
| Lituania           | Unione dei Democratici "Per la Lituania" Demokratų sąjunga „Vardan Lietuvos“                                                                     | 1 / 11                |
| Lussemburgo        | I Verdi Déi Gréng | 1 / 6                 |
| Macedonia del Nord | Rinnovamento Democratico di Macedonia Демократска обнова на Македонија                                                                           | N.A.                  |
| Malta              | AD+PD Alternattiva Demokratika + Partit Demokratiku                                                                                              | /                     |
| Moldavia           | Partito Verde Ecologista Partidul Verde Ecologist                                                                                                | N.A.                  |
| Montenegro         | Azione Riformista Unita Građanski Pokret URA | N.A.                  |
| Paesi Bassi        | Sinistra Verde GroenLinks | 4 / 31                |
| Norvegia           | Partito Ambientalista I Verdi Miljøpartiet De Grønne                                                                                             | N.A.                  |
| Portogallo         | Partito Ecologista "I Verdi" Partido Ecologista "Os Verdes"                                                                                      | /                     |
| Portogallo         | Livre | /                     |
| Polonia            | Partito Verde Partia Zieloni | /                     |
| Regno Unito        | Partito Verde di Inghilterra e Galles Green Party of England and Wales                                                                           | N.A.                  |
| Regno Unito        | Partito Verde Scozzese Scottish Green Party | N.A.                  |
| Romania            | Partito Verde Partidul Verde | /                     |
| Slovenia           | Partito della Gioventù - Verdi Europei Stranka mladih - Zeleni Evrope                                                                            | /                     |
| Spagna             | Verdes Equo (EQUO) | /                     |
| Spagna             | Sinistra Verde Esquerra Verda | /                     |
| Svezia             | Partito Ambientalista i Verdi Miljöpartiet de Gröna                                                                                              | 3 / 21                |
| Svizzera           | VERDI svizzeri GRÜNE Schweiz / Les VERT-E-S suisses / VERDA svizra                                                                               | N.A.                  |
| Ucraina            | Partito Verde d'Ucraina Partija Zelenych Ukrajiny                                                                                                | N.A.                  |
| Ungheria           | La Politica può essere Diversa - Partito Verde d'Ungheria Lehet Más a Politika - Magyarország Zöld Pártja                                        | /                     |
| Partiti associati  | |                       |
| Azerbaigian        | Partito Verde dell'Azerbiagian Azərbaycan Yaşıllar Partiyası                                                                                     | N.A.                  |
| Croazia            | Alternativa Verde Zelena Alternativa ORaH | /                     |
| Finlandia          | Iniziativa Sostenibile Hållbart Intiativ | /                     |
| Portogallo         | Persone-Animali-NaturaPessoas-Animais-Natureza / PAN                                                                                             | /                     |
| Russia             | Russia Verde Zelenaya Rossia | N.A.                  |
| Slovenia           | Primavera - Partito Verde VESNA – zelena stranka                                                                                                 | 1 / 9                 |
| Spagna             | Catalogna in Comune Catalunya en Comú | 1 / 61                |
| Turchia            | Partito dell'Uguaglianza e della Democrazia dei Popoli Halkların Eşitlik ve Demokrasi Partisi                                                    | N.A.                  |

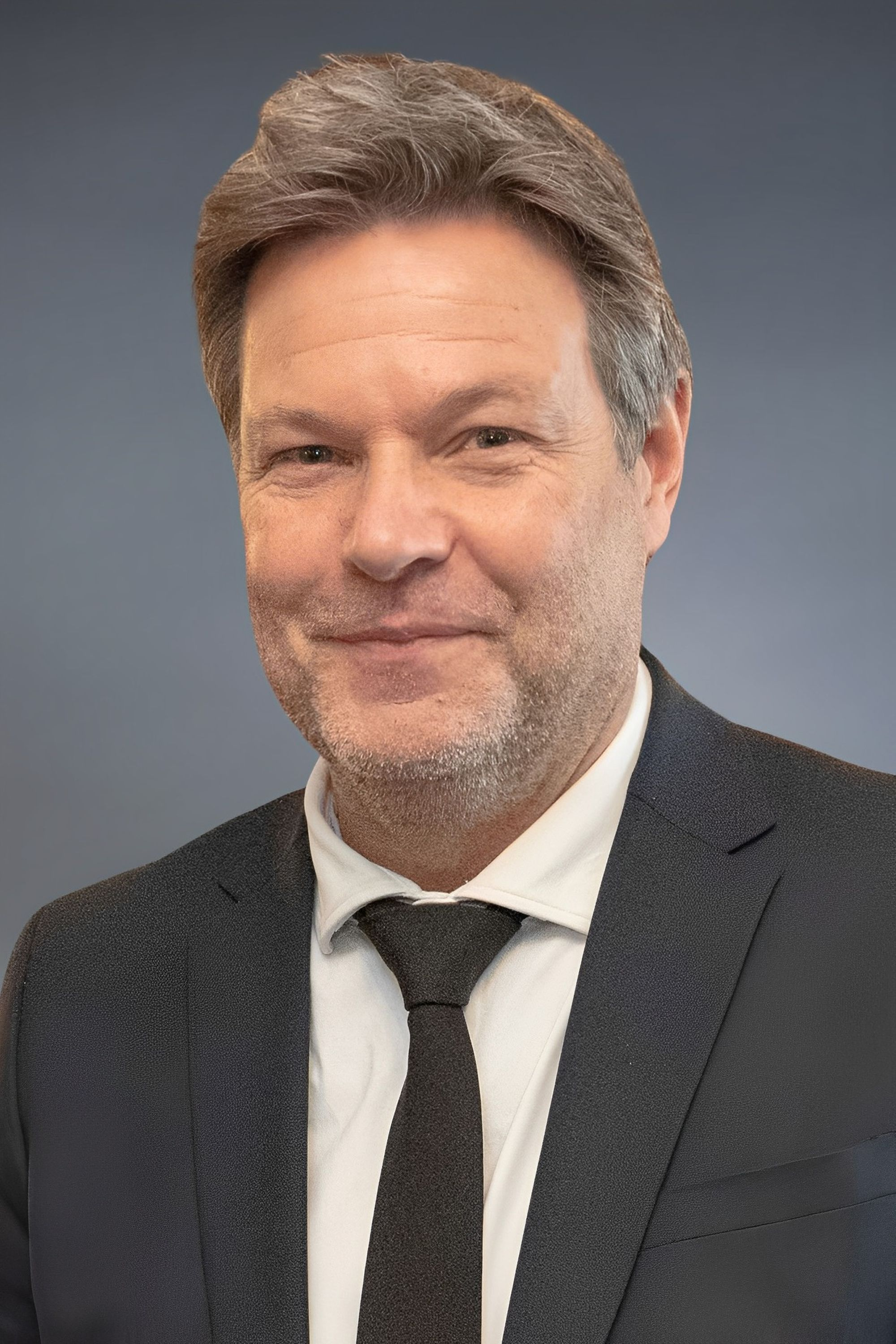
Robert Habeck (Alleanza 90/I Verdi), vicecancelliere tedesco dal 2021 al 2025.

| Ungheria           | Dialogo - Il Partito dei Verdi Párbeszéd - A Zöldek Pártja                                                                                       | /                     |

### Membri individuali
Il PVE comprende anche un certo numero di membri individuali, sebbene, come la maggior parte degli altri partiti europei, non abbia cercato di sviluppare un'adesione individuale di massa.
Di seguito è riportata l'evoluzione dell'adesione individuale al PVE dal 2019.
Membri individualiMembri individuali dei partiti politici europei0102030405060201920202021202220232024PVE

## Nelle istituzioni dell'Unione europea

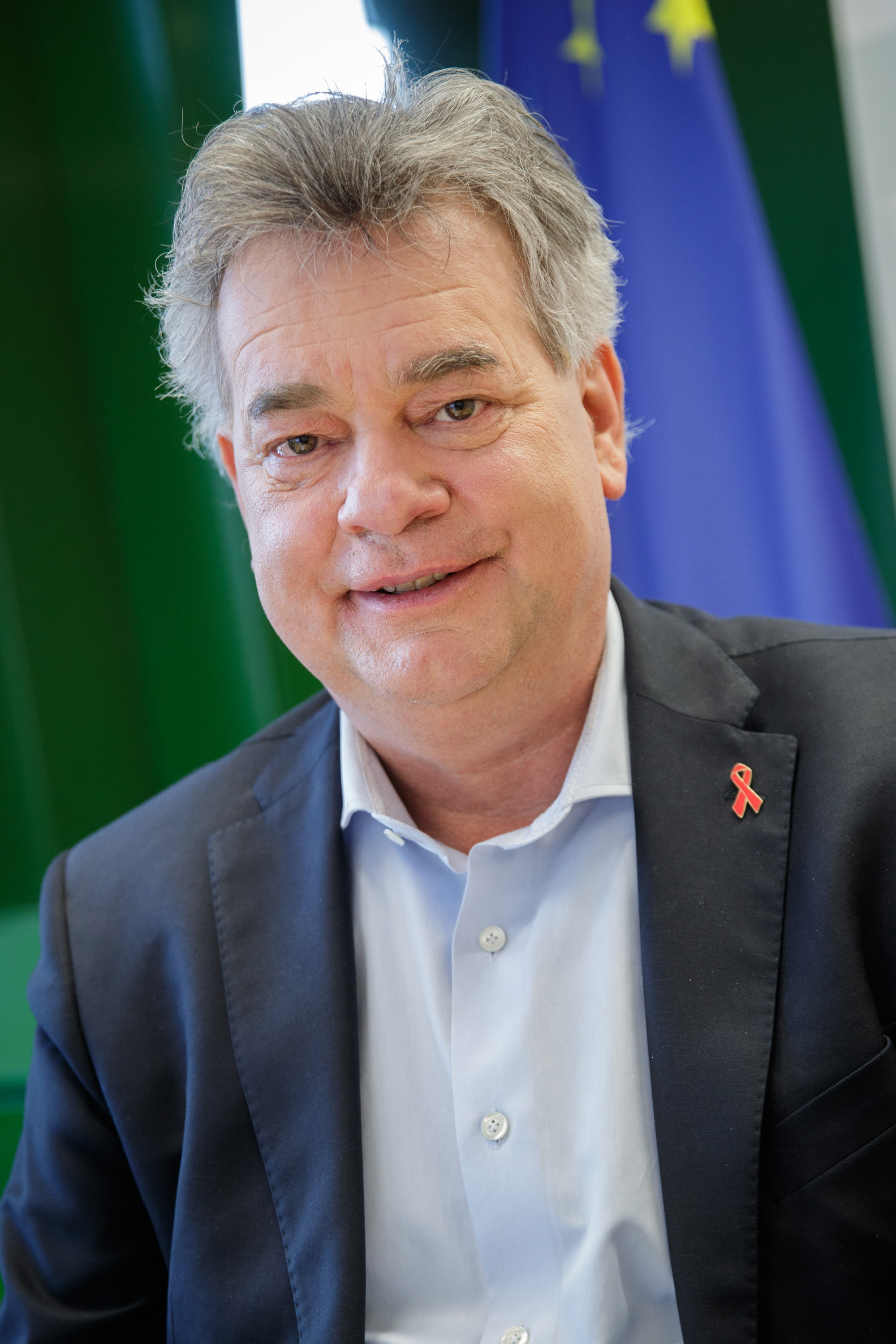
Werner Kogler (I Verdi), ex vicecancelliere austriaco dal 2020 al 2024.

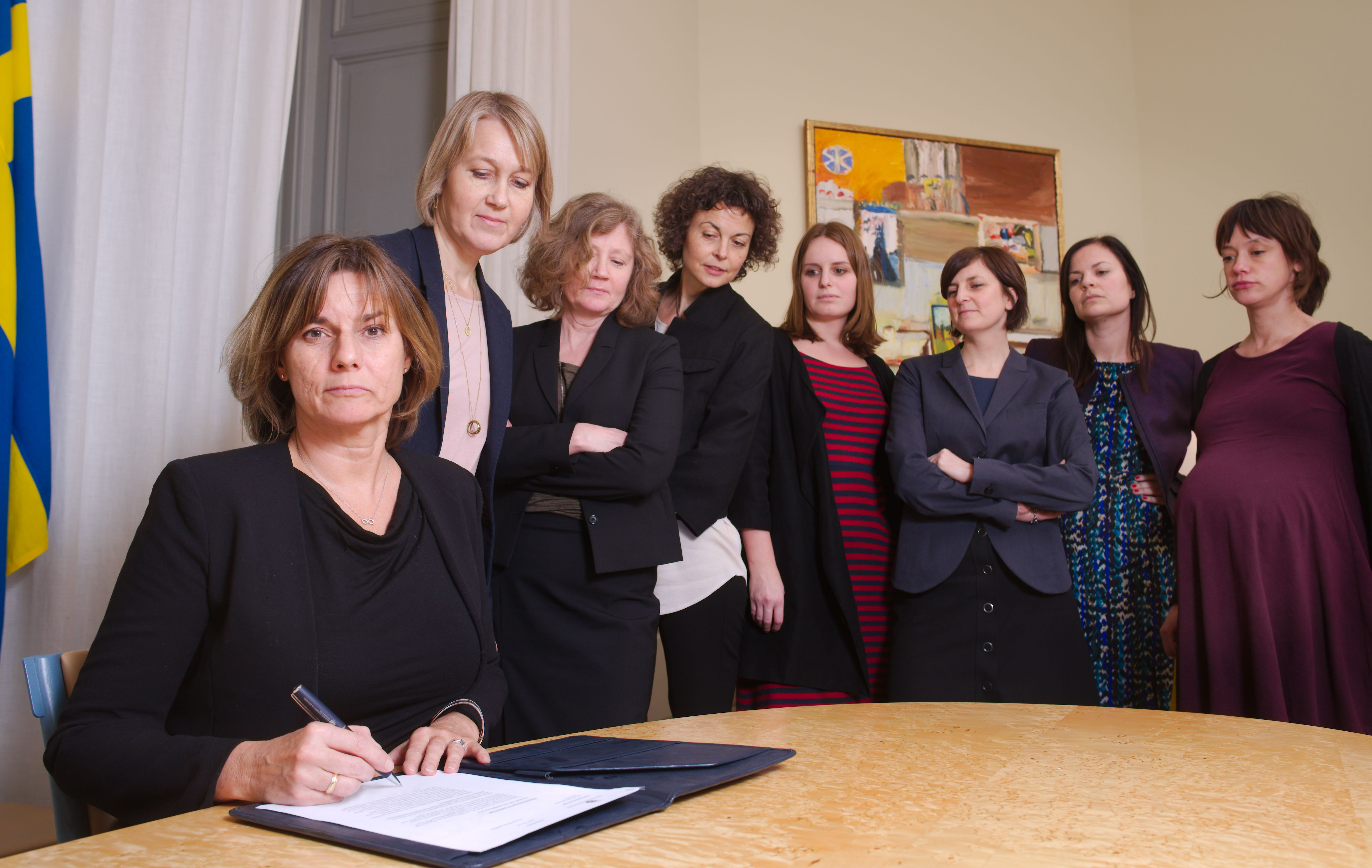
Isabella Lövin (Partito Ambientalista), vice Primo ministro della Svezia dal 2016 al 2021.

| Organizzazione     | Istituzione                         | Numero di seggi |
| ------------------ | ----------------------------------- | --------------- |
| Unione europea     | Parlamento europeo                  | 44 / 720        |
| Unione europea     | Commissione europea                 | 0 / 27          |
| Unione europea     | Consiglio europeo (Capi di governo) | 0 / 27          |
| Unione europea     | Consiglio dell'UE (Ministri)        |                 |
| Unione europea     | Comitato delle regioni              | 10 / 329        |
| Consiglio d'Europa | Assemblea parlamentare              | 157 / 612 (SOC) |

### Commissione europea
Il primo esponente del PVE a essere stato commissario europeo fu la tedesca Michaele Schreyer, commissaria per il bilancio nella Commissione Prodi dal 1999 al 2004.
Carlo Ripa di Meana fu commissario europeo per l'ambiente dal 1985 al 1989 come esponente del Partito Socialista Italiano; divenne solo in seguito portavoce dei Verdi italiani.
Nella Commissione von der Leyen I (2019-2024) il commissario per l'ambiente e gli oceani Virginijus Sinkevičius era membro dell'Unione dei Contadini e dei Verdi di Lituania, che faceva allora parte del gruppo Verdi/ALE ma non del Partito Verde Europeo, e poi dell'Unione dei Democratici "Per la Lituania", partito membro del PVE.

### Parlamento europeo
Nel Parlamento europeo il PVE ha costituito dopo le elezioni europee del 1999 il gruppo parlamentare Verdi/ALE con l'Alleanza Libera Europea. Al gruppo appartengono nella IX legislatura del Parlamento europeo anche gli eurodeputati eletti con il Partito Pirata Europeo e Volt Europa, nonché altri partiti nazionali e vari indipendenti.
Il PVE esprime uno dei 14 Vicepresidenti del Parlamento europeo nella prima metà della X legislatura nella persona dell'europarlamentare rumeno Nicolae Ștefănuță.

### Comitato delle regioni
In seno al Comitato europeo delle regioni i Verdi costituiscono il gruppo omonimo, di cui fanno parte anche alcuni esponenti di partiti non membri del PVE (l'italiano Movimento 5 Stelle, il Partito Pirata Ceco, l'irlandese Sinn Fein).